# Семёнов, Иван Михайлович (легкоатлет)
Иван Михайлович Семёнов (2 марта 1924, Додоново, Енисейская губерния — 1966) — советский легкоатлет, бегун на длинные дистанции, чемпион и призёр чемпионатов России, участник летних Олимпийских игр 1952 года в Хельсинки.

## Биография
Родился 2 марта 1924 года в посёлке Додоново (ныне — в ЗАТО Железногорск, Красноярский край). Бронзовый призёр Спартакиады дружественных армий 1958 года в марафоне.

## Олимпиада
На Олимпиаде представлял страну в беге на 5000 метров. В предварительном забеге занял 6-е место с результатом 14:28.8. Этого оказалось недостаточно для продолжения борьбы.

## Выступления на чемпионатах страны
- Чемпионат СССР по лёгкой атлетике 1949 года:
  - Бег на 5000 метров —  (14.44,8);
  - Бег на 10 000 метров —  (31.21,2);
- Чемпионат СССР по лёгкой атлетике 1951 года:
  - Бег на 5000 метров —  (14.39,0);
  - Бег на 10 000 метров —  (30.23,6);
- Чемпионат СССР по лёгкой атлетике 1952 года:
  - Бег на 5000 метров —  (14.33,6);
  - Бег на 10 000 метров —  (30.24,2);
- Чемпионат СССР по лёгкой атлетике 1953 года:
  - Бег на 10 000 метров —  (30.35,4);

## Кросс Юманите
Победитель международного кросса на призы газеты «Юманите» 1951 года.